# Архиепархия Реймса
Архиепархия Реймса (лат. Archidioecesis Remensis, фр. Archidiocèse de Reims) — архиепархия-митрополия Римско-католической церкви в церковной области Север во Франции. В настоящее время архиепархией управляет архиепископ Эрик де Мулен-Бофор.
Архиепископы Реймса с 1089 года носят почётный титул примаса Белгики.

## Территория
В юрисдикцию епархии входит 76 приходов в департаментах Арденны и Марна.
Кафедра архиепископа находится в соборе города Реймс.
В церковную провинцию митрополии Реймса входят:
- Архиепархия Реймса;
- Епархия Амьена;
- Епархия Бове;
- Епархия Лангра;
- Епархия Суассона;
- Епархия Труа;
- Епархия Шалона.

## История
Кафедра Реймса впервые упоминается в документах Арльского Собора (314), из чего исследователями делается предположение о её возникновении в III веке. В пользу этого свидетельствует и предание, согласно которому кафедра была основана в 250 году (по другой версии в 260 году) святыми Сикстом и Синникием.
Уже в IV веке епархия Реймса была возведена в ранг архиепархии-митрополии. Во время правления Меровингов в состав церковной провинции архиепархии Реймса входили епархии Суассона, Шалона, Вермона, Арраса, Камбре, Турне, Санлиса, Бове, Амьена и Теруанна.
При епископе святом Ремигии (Реми) часть территории архиепархии была отдана новой епархии Лаона, ставшей её епископством-суффраганством.
За архиепископами Реймса была закреплена привилегия миром из Святой Стеклянницы помазать на царство королей Франции. Двадцать пять королей были помазаны ими — от Людовика VIII до Карла X. В 999 году эта привилегия была подтверждена буллой Папы Сильвестра II, бывшего архиепископа Реймса.
В 1023 году епископ Эбль приобрел графство Реймс, которое между 1060 и 1170 годами было возведено в ранг герцогства-пэрства.
Архиепископы Реймса являлись легатами Святого Престола. Среди светских привилегий архиереев Реймса было право чеканить собственную монету и содержать вооружённую охрану.
12 мая 1559 года епархия Камбре была возведена в ранг архиепархии-митрополии с епископствами-суффраганствами Арраса и Турне. В тот же день епархия Теруанна была упразднена, а её территория разделена между тремя новыми епархиями — Булони (епископства-суффраганства митрополии Реймса), Сент-Омера и Ипра.
После конкордата 1801 года буллой Qui Christi Domini Папы Пия VII от 29 ноября 1801 года, архиепархия была упразднена, а её территория была разделена между епархиями Мо и Меца. Однако архиепископ Александр-Анжелик де Талейран-Перигор ушёл на покой лишь в 1816 году.
Новый конкордат, подписанный в июне 1817 года, содержал пункт о восстановлении архиепархии Реймса. 1 октября 1817 года на кафедру был поставлен новый архиепископ Жан-Шарль де Куси. Но конкордат не вступил в силу, поскольку не был ратифицирован парламентом в Париже, так что назначение архиепископа осталось без последствий.
6 октября 1822 года архиепархия-митрополия Реймса была фактически восстановлена буллой Paternae charitatis Папа Пия VII. В состав церковной провинции архиепархии Реймса вошли епархии Амьена, Суассона, Шалона и Бове. 8 декабря 2002 года к ним присоединились епархии Лангра и Труа.

## Ординарии епархии
| - Святой Сикст (260); - Святой Синникий (280—286); - Святой Аманс (Аман) (290); - Бетоз (300—327); - Апер (328—340); - Дисколь (упоминается в 344); - Святой Матерньен (348—359); - Святой Донатьен (361—389); - Святой Вивен (Винсен) (390—394); - Север (394—400); - Святой Никасий (400 — 14.12.407); - Барюш (407—420); - Барнабе (421—430/441); - Беннад (Беннаж) (459); - Святой Ремигий (459 — 13.01.533); - Святой Ромэн (533—535); - Флавиус (535 — 30.08.536); - Мапиниус (549—550); - Жиль (05.06.565 — 590); - Ромульф (590—593); - Соннас (614—626); - Лёдегизиль (631—641); - Энглебер (642—646); - Святой Ландон (646—649); - Святой Нивард (658 — 01.09.672); - Святой Риёль (17.04.675 — 03.09.689); - Святой Лиутвин (691—717); - Святой Ригобер (717—721/722); - Святой Абель (744 — 05.08.751); - Милон (753) — раскольник; - Тильпин (753 — 02.09.794); - вакантно (794—803); - Вульфер (803 — 18.08.816) - Эббон (816—835); - вакантно (835—845); - Гинкмар (03.05.845 — 07.12.882); - Фульк (10.03.883 — 17.06.900); - Эрве (06.07.900 — 02.06.922); - Сеульф (922 — 07.08.925); - Гуго де Вермандуа (925—931); - Артольд (932—940); - Гуго де Вермандуа (940—946) — вторично; - Артольд (932 — 30.09.961) — вторично; - Одальрик (962 — 06.11.969); - Адальберон (969 — 24.01.988) — бенедиктинец; - Арнульф (989—991); - Герберт Орильякский (991—998) — назначен епископом Равенны, позднее избран Папой под именем Сильвестра II; - Арнульф (998 — 05.03.1021) — вторично; - Эбль (Эбаль) I де Руси (1021 — 11.05.1033); - Ги де Шатильон (1033 — 01.10.1055); - Жерве де Беллем (или де Ля Рош-Гийон) † (15.10.1055 — 04.07.1067); - Манассе I де Гурнье (1069—1080); - Эленан де Леон (1081—1083) — раскольник; - Рено I дю Беллье (1083 — 21.01.1096); - Манассе II де Шатильон (30.03.1096 — 17.09.1106); - Жерве де Ретель (1107); - Рауль ле Верд (1106 — 23.07.1124); - Раймон де Мартинье (1124 — 13.01.1138); - Самсон де Мовуазен (1140 — 21.09.1161); - Генрих Французский (14.01.1162 — 13.11.1175); - Гийом Белые Руки (08.08.1176 — 07.09.1202); - Блаженный Ги Паре (06.07.1204 — 30.07.1206) — цистерцианец; - Альберик де Юмбер (01.07.1207 — 24.12.1218); - Гийом де Жуанвиль (24.04.1219 — 06.11.1226); - Анри II де Дрё или де Брен (18.04.1227 — 06.07.1240); | - - вакантно (1240—1245); - Жюэль де Матефлон (Ив де Сен-Мартен) (20.03.1245 — 18.12.1250); - Тома де Бомет (04.03.1251 — 15.02.1263); - Жан I де Куртенэ-Шампиньель (15.07.1266 — 17.08.1270); - Пьер Барбе (17.04.1273 — 03.10.1298); - Робер де Куртенэ-Шампиньель (10.04.1299 — 03.03.1324); - Гийом де Трье (28.03.1324 — 26.09.1334); - Жан II де Вьенн (12.10.1334 — 14.07.1351); - Юг д’Aрси (24.10.1351 — 18.02.1352); - Юбер де ля Тур-дю-Пин (30.04.1352 — 22.05.1355) — доминиканец, апостольский администратор; - Жан III де Краон (31.07.1355 — 26.03.1373); - Луи I Тезэ (14.04.1374 — 12.10.1375); - Ришар Пик(12.11.1375 — 06.12.1389); - Ферри Кассинель (29.01.1390 — 26.05.1390); - Ги де Руа (27.05.1390 — 08.06.1409); - Симон де Граман (02.07.1409 — 14.04.1416) — назначен епископом Пуатье; - Пьер Труссель (02.05.1413 — 16.12.1413); - Рено де Шартр (02.01.1414 — 1444); - Жак Жювенель де Урсен (09.10.1444 — 03.03.1449) — назначен латинским патриархом Антиохии; - Жан Жювенель де Урсен (03.03.1449 — 14.07.1473); - Пьер де Монфор де Лаваль (08.10.1473 — 14.07.1493); - Робер Брисонн (18.09.1493 — 26.07.1497); - Гийом Брисонне (24.08.1497 — 15.07.1507) — назначен архиепископом Нарбонны; - Шарль Доминик де Карретто (16.09.1507 — 05.04.1509) — назначен архиепископом Тура; - Робер де Ленонкур (28.03.1509 — 25.09.1532); - Жан Лотарингский (16.11.1532 — 1538) — апостольский администратор; - Шарль де Гиз (06.02.1538 — 26.12.1574); - Луи II Лотарингский (26 декабря 1574 — 24 декабря 1588); - вакантно (1588—1591); - Никола де Пеллеве (10.05.1591 — 26.03.1594); - вакантно (1594—1598); - Филипп дю Бек-Креспен (07.01.1598 — 10.01.1605); - Луи III де Гиз (10.01.1605 — 21.06.1621); - Гийом де Жиффор (05.12.1622 — 11.04.1629) — бенедиктинец; - Генрих II де Гиз (17.09.1629 — 1641) — избранный епископ; - Леонор д’Eстамп де Валенсей (10.11.1642 — 06./08.04.1651); - Анри II де Савуа-Немюр (1651—1657) — избранный епископ; - вакантно (1651—1667); - Антонио Барберини (27 июня 1657 — 3 августа 1671); - Шарль Морис Ле Телье (03.08.1671 — 22.02.1710); - Франсуа де Майи (01.12.1710 — 13.09.1721); - Арман-Жюль де Роган-Гемене (06.07.1722 — 28.08.1762); - Шарль-Антуан де Ла Рош-Эмон (24.01.1763 — 27.10.1777); - Александр-Анжелик де Талейран-Перигор (27 октября 1777 — 8 ноября 1816), не ушёл в отставку в 1801 после упразднения кафедры, посзднее в 1817 назначен архиепископом Парижа; - кафедра упразднена (1801—1822); - Жан Шарль де Куси (01.10.1817 — 09.03.1824); - Жан-Батист-Мари-Анн-Антуан де Латиль (26.04.1824 — 01.12.1839); - Тома-Мари-Жозеф Гуссе (26.05.1840 — 22.12.1866); - Жан-Батист-Франсуа-Анн-Тома Ландрио (30.12.1866 — 08.06.1874); - Бенуа-Мари Ланженьё (11.11.1874 — 01.01.1905); - Луи-Анри-Жозеф Люсон (21.02.1906 — 28.05.1930); - Эмманюэль-Селестен Сюар (23.12.1930 — 11.05.1940) — назначен архиепископом Парижа; - Луи-Огюстен Мармоттен (21.08.1940 — 09.05.1960); - Габриэль-Огюстен-Франсуа Марти (09.05.1960 — 26.03.1968) — назначен архиепископом Парижа; - Эмиль Андре Жан Мари Мори (25.06.1968 — 16.12.1972); - Жак-Эжен-Луи Менажер (13.07.1973 — 08.08.1988); - Жан-Мари-Жюльнн Баллан (08.08.1988 — 27.05.1995) — назначен архиепископом Лиона; - Жерар Дени Огюст Дефуа (04.09.1995 — 02.07.1998) — назначен архиепископом Лилля (титул персональный); - Тьерри Жордан (20.07.1999 — 18.08.2018); - Эрик де Мулен-Бофор (с 18 августа 2018 года — по настоящее время). |  |

## Статистика
Клир епархии включает 131 священников (121 епархиальных и 10 монашествующих священников), 29 диаконов, 33 монаха, 191 монахиню.
На конец 2010 года из 613 000 человек, проживающих на территории епархии, католиками являлись 565 000 человек, что соответствует 92,2 % от общего числа населения епархии.
| год  | население | население | население | священники | священники        | священники         | священники                           | постоянные диаконы | монахи  | монахи  | приходы |
| год  | католики  | всего     | %         | всего      | белое духовенство | черное духовенство | число католиков на одного священника | постоянные диаконы | мужчины | женщины | приходы |
| ---- | --------- | --------- | --------- | ---------- | ----------------- | ------------------ | ------------------------------------ | ------------------ | ------- | ------- | ------- |
| 1950 | 322.107   | 429.477   | 75,0      | 490        | 460               | 30                 | 657                                  |                    | 112     | 725     | 614     |
| 1970 | 537.598   | 550.198   | 97,7      | 490        | 409               | 81                 | 1.097                                |                    | 143     | 693     | 208     |
| 1980 | 575.000   | 594.000   | 96,8      | 373        | 316               | 57                 | 1.541                                |                    | 112     | 544     | 710     |
| 1990 | 581.000   | 594.000   | 97,8      | 251        | 224               | 27                 | 2.314                                | 2                  | 63      | 402     | 709     |
| 1999 | 582.000   | 595.922   | 97,7      | 209        | 189               | 20                 | 2.784                                | 15                 | 70      | 306     | 76      |
| 2000 | 594.000   | 608.359   | 97,6      | 182        | 168               | 14                 | 3.263                                | 20                 | 58      | 306     | 76      |
| 2001 | 565.022   | 597.522   | 94,6      | 175        | 164               | 11                 | 3.228                                | 20                 | 49      | 314     | 76      |
| 2002 | 565.022   | 601.578   | 93,9      | 170        | 158               | 12                 | 3.323                                | 22                 | 54      | 317     | 76      |
| 2003 | 565.022   | 601.578   | 93,9      | 162        | 151               | 11                 | 3.487                                | 22                 | 49      | 260     | 76      |
| 2004 | 561.212   | 597.522   | 93,9      | 155        | 147               | 8                  | 3.620                                | 22                 | 45      | 270     | 76      |
| 2010 | 565.000   | 613.000   | 92,2      | 131        | 121               | 10                 | 4.312                                | 29                 | 33      | 191     | 76      |